# State of the World Address
State of the World Address è il terzo album in studio del gruppo musicale statunitense Biohazard, pubblicato nel 1994.

## Tracce
1. State of the World Address – 3:18
2. Down for Life – 3:46
3. What Makes Us Tick – 2:23
4. Tales from the Hard Side – 5:40
5. How It Is – 4:02
6. Remember – 3:40
7. Five Blocks to the Subway – 3:13
8. Each Day – 3:52
9. Failed Territory – 5:40
10. Lack There of – 4:47
11. Pride – 3:16
12. Human Animal – 4:53
13. Cornered – 3:11
14. Love Denied – 5:55

## Formazione
- Evan Seinfeld - voce, basso
- Billy Graziadei - voce, chitarra
- Bobby Hambel - chitarra
- Danny Schuler - batteria